# Gottfried Weilenmann (Radsportler, 1894)
Gottfried Weilenmann (* 1894 in Illnau-Effretikon; † unbekannt) war ein Schweizer Radrennfahrer und nationaler Meister im Radsport.

## Sportliche Laufbahn
Weilenmann war im Bahnradsport aktiv. Er nahm an den Olympischen Sommerspielen 1924 in Paris in der Mannschaftsverfolgung teil und belegte mit dem Bahnvierer der Schweiz (Emil Richli, Gottfried Weilenmann, Ernst Leutert und Arnold Nötzli) Platz 5. Dieses Team war identisch mit der Meistermannschaft des «RV Zürich», die 1924 den nationalen Titel in der Mannschaftsverfolgung gewonnen hatte.